# COGEN Portugal

## A Associação
A COGEN Portugal – Associação Portuguesa para a Eficiência Energética e Promoção da Cogeração é uma associação sem fins lucrativos que visa promover eficiência na utilização da energia, através da cogeração ou de processos de produção descentralizada de energia. Foi constituída a 21 de Janeiro de 1994, sob o nome de APPEC – Associação Portuguesa de Produção de Energia em Cogeração, por um grupo de 16 empresas com instalações de cogeração.
É a única associação do sector a exercer a sua actividade em Portugal em assuntos relacionados com a eficiência energética e a cogeração. 
Pouco depois da sua criação, foi convidada a integrar o Comité Executivo da COGEN Europe, razão pela qual alterou a sua designação de APPEC para COGEN Portugal.

## Órgãos Sociais
A Associação é composta pelos seguintes órgãos:
• Assembleia-geral
• Conselho Director
• Comissão Executiva
• Conselho Fiscal

## Membros
A COGEN Portugal tem como membros associados:
• Empresas industriais e do sector dos serviços com unidades de cogeração;
• Promotores e investidores em projectos de energia e designadamente em cogeração;
• Fabricantes e fornecedores de equipamentos;
• Instaladores e empresas de manutenção;
• Empresas de engenharia e consultoria;
• Fornecedores de combustíveis (fuel-óleo e gás natural) e de lubrificantes;
• Entidades individuais.

## Objectivos
• Promover a utilização eficiente dos recursos energéticos, nos diversos sectores de actividade, através de processos de produção e distribuição descentralizada de energia e de modo especial de cogeração, de recuperação de energia de processos e de efluentes e de acções de gestão de energia;
• Defender e representar os interesses comuns dos seus associados;
• Promover a utilização eficiente da energia através da cogeração ou de outros processos de produção descentralizada de energia;
• Conjugar e coordenar as iniciativas e esforços de diversos associados, nomeadamente promovendo a optimização da utilização comum de bens e serviços;
• Acompanhar o condicionalismo legal, económico e técnico da exploração da actividade;
• Colaborar com organismos oficiais em matérias de interesse comum;
• Participar em acções orientadas de investigação e desenvolvimento;
• Promover a formação técnica e tecnológica especializada;
• Prestar colaboração técnica e dar pareceres por iniciativa própria ou quando solicitada dentro do âmbito da sua especialidade;
• Colaborar com outras associações com interesses afins;
• Participar em outras organizações com interesses afins.

## Ligações Externas
Site oficial COGEN Portugal
Directório COGEN Portugal
Site oficial COGEN Europe